# Sneschnogorsk (Krasnojarsk)
Sneschnogorsk (russisch Снежногорск) ist eine Siedlung städtischen Typs in der Region Krasnojarsk in Sibirien (Russland) mit 887 Einwohnern (Stand 14. Oktober 2010).

## Geographische Lage
Sneschnogorsk liegt am Ausfluss der westwärts zum Jenissei fließenden Chantaika aus dem Chantaika-Stausee im von dort zum Westsibirischen Tiefland abfallenden Hügelland. Die Siedlung gehört zum Stadtkreis Norilsk. Die Entfernung nach Norilsk in Richtung Norden beträgt etwa 160 km.

## Geschichte
Sneschnogorsk wurde im Jahre 1963 als Siedlung für die Bauarbeiter des bei der Ortschaft im Hauptdamm des Stausees befindlichen Wasserkraftwerks Ust-Chantaika gegründet. Seit 2004 gehört Sneschnogorsk administrativ zum Stadtkreis Norilsk.

### Bevölkerungsentwicklung
| Jahr | Einwohner |
| ---- | --------- |
| 1970 | 9685      |
| 1979 | 2852      |
| 1989 | 2206      |
| 2002 | 1306      |
| 2010 | 887       |

Anmerkung: Volkszählungsdaten